# Ferdinand Albin Pax
Ferdinand Albin Pax, född 26 juli, 1858 i Königinhof i Böhmen, död 1 mars 1942 i Breslau, var en tysk botaniker.
Pax, som blev professor i botanik och föreståndare för botaniska trädgården i Breslau 1893 och emeritus 1926, var en produktiv författare inom den deskriptiva och systematiska botaniken. Han skrev monografier om släktet Primula (1888) med mera och var en av de främsta medarbetarna i Englers och Prantls stora samlingsverk Die natürlichen Pflanzenfamilien nebst ihren Gattungen und wichtigeren Arten. Han var specialiserad i fröväxter, och beskrev flertal arter.
Auktorsnamnet Pax kan användas för Ferdinand Albin Pax i samband med ett vetenskapligt namn inom botaniken; se Wikipediaartiklar som länkar till auktorsnamnet.